# دروژتیچ
دروژتیچ (به صربی: Družetić) یک منطقهٔ مسکونی در صربستان است که در کوتسیوا واقع شده‌است.